# 右門捕物帖
『右門捕物帖』（うもんとりものちょう）は、佐々木味津三の時代小説。また、これを原作とする映画、テレビ時代劇。
主人公は同心の近藤右門。無口であることから「むっつり右門」の異名をもつ。岡っ引の伝六を伴い、数々の難事件を解決してゆく。

## 小説
時代小説の中でも捕物小説という種目が岡本綺堂の『半七捕物帳』から始まったが、それに続く作品の一つである。
雑誌『冨士』に連載、第一話が掲載されたのは1928年（昭和3年）3月。
むっつり右門こと八丁堀の同心近藤右門と、配下の岡っ引き伝六を主人公として書かれた時代小説である。

### 評価
推理小説家の都筑道夫は、本作について、『半七捕物帳』と比較して「がぜん派手になるかわりに、あるのは発端の異常性だけ」「きわめて魅力のある謎が、論理をまったく無視して、いいかげんに解決されるありさまには、泣きたくなるくらいで、もう推理小説としては読むにたえない。むしろ、右門のせりふの珍妙さには笑いがこみあげてくるし、その愚かな言動を地の文が、なんたる明察、疾風迅雷の行動、と持ちあげているおかしさで、ロバート・L・フィッシュの「シュロック・ホウムズの冒険」のようなナンセンス・パロディとしてなら、かなりの評価ができるだろう」と評し、「むっつり右門の成功によって、捕物帳は推理小説から、怪奇時代小説に変貌した」としている。都筑は、自作『なめくじ長屋捕物さわぎ』の中で、『右門捕物帖』の「首つり五人男」（第34話）と「幽霊水」（第24話）について、右門による解決の問題点を登場人物に指摘させた上で、別の解決を示している（「首つり五人男」と「水幽霊」、いずれも『からくり砂絵』所収）。なお、都筑にはこのほか、パロディ短編『右門もどき』がある。

## 映画
嵐寛寿郎主演版
- 右門捕物帖 一番手柄 南蛮幽霊（1929年、新興キネマ、監督：橋本松男）
- 右門六番手柄 仁念寺奇談（1930年、新興キネマ、監督：仁科熊彦）
- 右門捕物帖 三十番手柄 帯解け仏法（1932年、東亜キネマ、監督：山中貞雄）
- 右門捕物帖 拾萬両秘聞（1939年、日活、監督：荒井良平）
- 右門捕物帖 謎の八十八夜（1949年、東宝、監督：並木鏡太郎）
- 右門捕物帖 伊豆の旅日記（1950年、新東宝、監督：並木鏡太郎）
- 右門捕物帖 片眼狼（1951年、新東宝、監督：中川信夫）
- 右門捕物帖 帯とけ仏法（1951年、新東宝、監督：安田公義）
- 右門捕物帖 緋鹿の子異変（1952年、新東宝、監督：中川信夫）
- 右門捕物帖 謎の血文字（1952年、新東宝、監督：荒井良平）
- 右門捕物帖 からくり街道（1953年、新東宝、監督：並木鏡太郎）
- 右門捕物帖 妖鬼屋敷（1954年、東宝、監督：毛利正樹）
- 右門捕物帖 まぼろし変化（1954年、東宝、監督：丸根賛太郎）
- 右門捕物帖 献上博多人形（1955年、東宝、監督：志村敏夫）
- むっつり右門捕物帖 鬼面屋敷（1955年、東宝、監督：山本嘉次郎）
- 右門捕物帖 恐怖の十三夜（1955年、東宝、監督：志村敏夫）

大友柳太朗主演版
いずれも東映配給。
- 右門捕物帖 片眼の狼（1959年、監督：沢島忠）
- 右門捕物帖 地獄の風車（1960年、監督：沢島忠）
- 右門捕物帖 南蛮鮫（1961年、監督：小沢茂弘）
- 右門捕物帖 まぼろし燈籠の女（1961年、監督：工藤栄一）
- 右門捕物帖 卍蜘蛛（1962年、監督：河野寿一）
- 右門捕物帖 紅蜥蜴（1962年、監督：松田定次）
- 右門捕物帖 蛇の目傘の女（1963年、監督：河野寿一）

## テレビ時代劇
- 右門捕物帖（1957年 - 1958年、KRテレビ、主演：中村竹弥）
- 右門捕物帖（1962年、関西テレビ、主演：黒川弥太郎）
- 右門捕物帖（1969年 - 1970年、日本テレビ、主演：中村吉右衛門 (2代目)）

- 右門捕物帖（1974年 - 1975年、NETテレビ、主演：杉良太郎）

- 右門捕物帖（1982年 - 1983年、日本テレビ、主演：杉良太郎）

- 右門捕物帖 血染めの矢 江戸－長崎 黄金強奪連続殺人に必殺の十手が挑む!（1989年12月28日、テレビ朝日、主演：杉良太郎）